# Pestilence
Pestilence – holenderska grupa wykonująca muzykę z pogranicza thrash, death i metalu progresywnego. Powstała w 1986 roku w Enschede, została rozwiązana w 1994 roku. W 2008 roku zespół wznowił działalność z inicjatywy Patricka Mameliego.
W 2014 roku zespół zakończył działalność. Dwa lata później formacja została reaktywowana.

## Historia

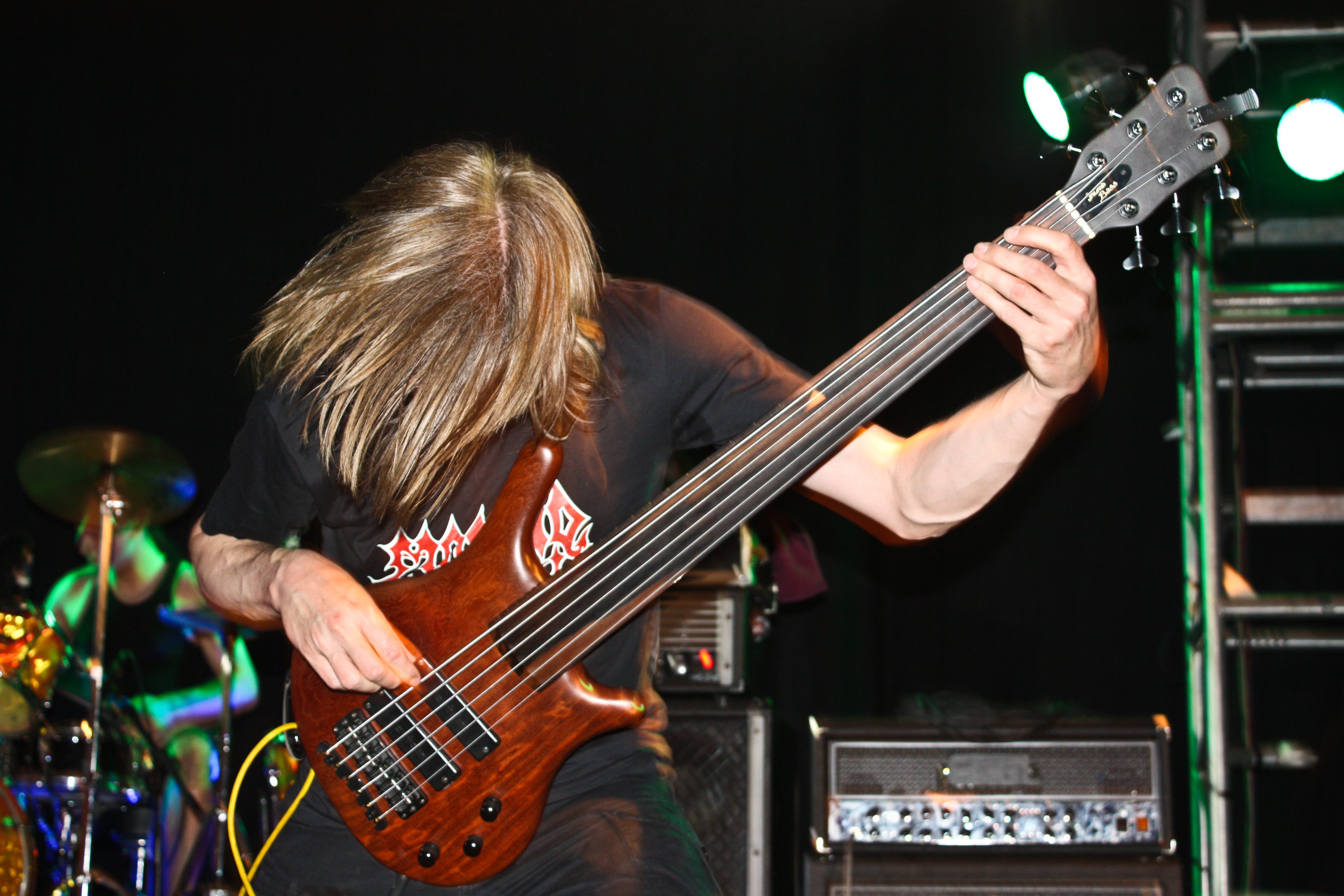
Jeroen Paul Thesseling podczas koncertu 21 maja 2011 roku

Pestilence powstał w 1986 roku jako zespół thrash metalowy. Skład stanowili wówczas gitarzysta i wokalista Patrick Mameli, gitarzysta Randy Meinhard i perkusista Marco Foddis. Rok później muzycy zarejestrowali demo Dysentery. Następnie do składu dołączył basista i wokalista Martin van Drunen. W rozszerzonym składzie muzycy zrealizowali demo pt. The Penance wydane tego samego roku. Nagrania wzbudziły zainteresowanie wytwórni muzycznej Roadrunner Records z którą grupa podpisała kontrakt. W 1988 roku ukazał się debiutancki album zespołu zatytułowany Malleus Maleficarum. Wkrótce potem grupę opuścił gitarzysta Randy Meinhard, którego zastąpił Patrick Uterwijk. 25 grudnia 1989 roku ukazał się drugi album formacji pt. Consuming Impulse. Wydawnictwo stylistycznie nawiązywało do death metalu. 
W styczniu 1990 roku grupa odbyła trasę koncertową Bloodbrothers Tour wraz z Autopsy i Bolt Thrower. Następnie Pestilence opuścił Martin van Drunen, który dołączył do Asphyx. Podczas sesji nagraniowej trzeciego albumu grupa zatrudniła basistę Tony'ego Choya, który był wówczas członkiem grupy Cynic. Z kolei partie wokalne zarejestrował Patrick Mameli. W zmienionym składzie grupa wydała płytę Testimony of the Ancients. W ramach promocji został zrealizowany teledysk do utworu "Land Of Tears". Po nagraniach Choy wyjechał do Stanów Zjednoczonych gdzie dołączył do grupy Atheist. Nowym basistą został Jeroen Paul Thesseling. 
W 1993 roku ukazał się czwarty album grupy pt. Spheres. Wydawnictwo zadebiutowało na 49. miejscu holenderskiej listy sprzedaży. Płytę promował teledysk do utworu "Mind Reflections" zrealizowany przez Rogier van der Ploeg Productions. Nagrania zawarte na płycie stylistycznie nawiązywały do nurtu jazz fusion. Rok później grupa została rozwiązana. W 1994 roku wytwórnia Roadrunner Records wydała kompilację nagrań zespołu pt. Mind Reflections. Na Płycie znalazły się m.in. utwory zarejestrowane podczas koncertu Dynamo Open Air w 1992 roku oraz kompozycja "Hatred Within", która w oryginale została wydana na kompilacji Teutonic Invasion Part II. W 1998 roku wytwórnia Displeased Records wydała reedycję albumu Malleus Maleficarum.
W styczniu 2008 roku gitarzysta i wokalista Patrick Mameli na łamach serwisu internetowego Blabbermouth.net ogłosił reaktywację Pestilence. Skład stanowili wówczas lider grupy Mameli, gitarzysta Patrick Uterwijk, basista Tony Choy i perkusista Peter Wildoer. Tego samego roku muzycy podjęli współpracę z duńskim producentem muzycznym Jacobem Hansenem. Efektem współpracy był pierwszy album studyjny od szesnastu lat zatytułowany Resurrection Macabre. Wydawnictwo ukazało się 13 marca 2009 roku nakładem Mascot Records. W ramach promocji został zrealizowany teledysk do utworu "Devouring Frenzy" w reżyserii Franka Duijnisvelda. Również w 2009 roku Choy opuścił grupę. Stanowisko basisty objął Jeroen Paul Thesseling. Natomiast nowym perkusistą został Yuma Van Eekelen.

## Muzycy

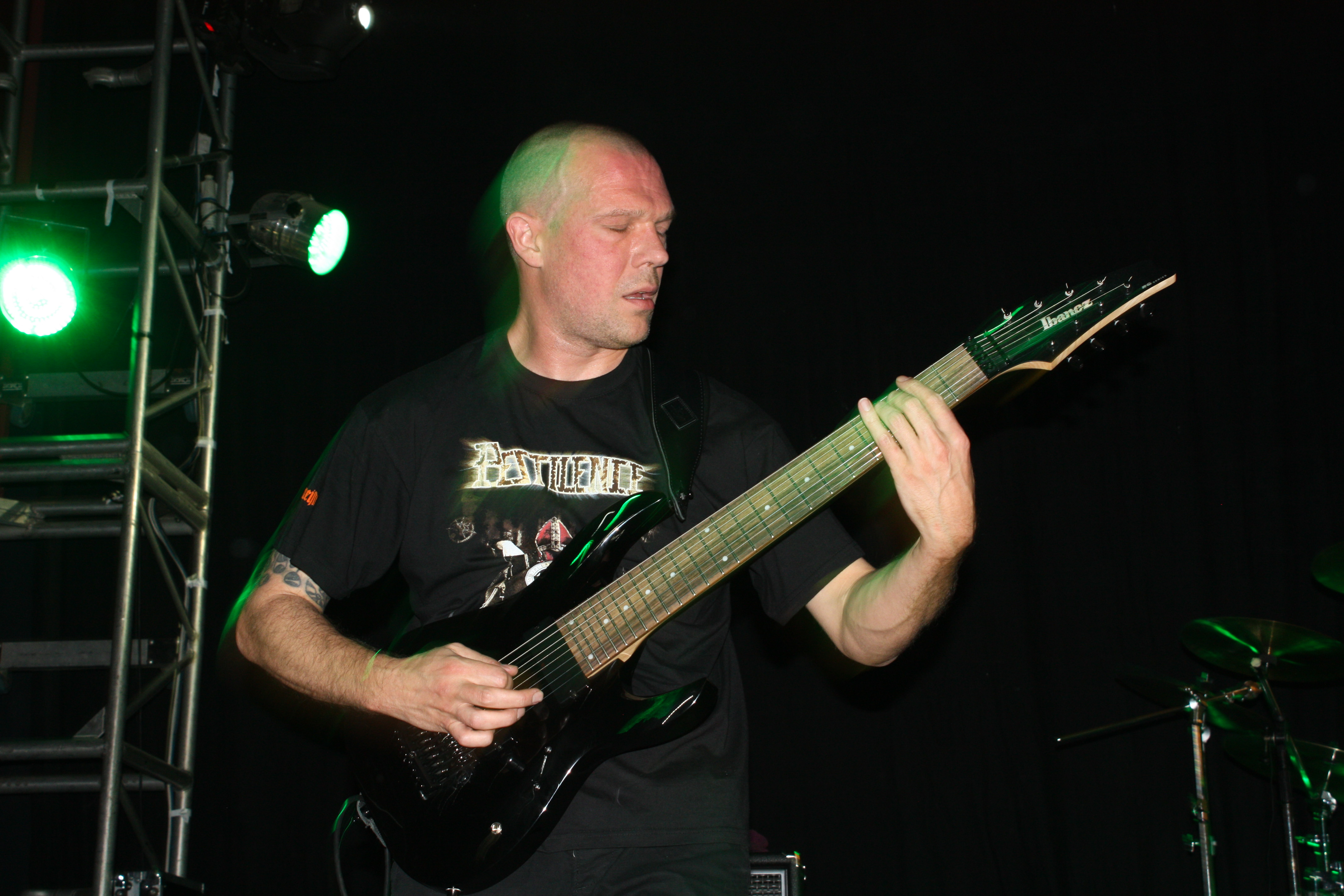
Patrick Uterwijk podczas koncertu 21 maja 2011 roku

| Ostatni skład zespołu - Patrick Mameli – gitara rytmiczna, śpiew (1986–1994, 2008–2014, od 2016) - Alan Goldstein – gitara basowa (od 2017) - Santiago Dobles – gitara prowadząca (od 2016) - Septimiu Hărşan – perkusja (od 2016) |  | Byli członkowie zespołu - Randy Meinhart – gitara (1986–1989) - Peter Wildoer – perkusja (2008) - Martin van Drunen – śpiew, gitara basowa (1987–1990) - Marco Foddis – perkusja (1986–1994) - Jack Dodd – gitara basowa (1991–1992) - Kent Smith – instrumenty klawiszowe (1991) - Jeroen Paul Thesseling – gitara basowa (1992–1994, 2009–2012) - Stephan Fimmers – gitara basowa (2012–2013) - Yuma Van Eekelen – perkusja (2009–2012) - Tim Yeung – perkusja (2012) - Patrick Uterwijk – gitara prowadząca (1988–1994, 2008–2014) - Georg Maier – gitara basowa (2013–2014) - David Haley – perkusja (2012–2014) - Tony Choy – gitara basowa (1991–1992, 2008–2009, 2016–2017) |

## Dyskografia
| 1988                           | Malleus Maleficarum - Data: 5 września 1988 - Wydawca: Roadrunner Records       | —  |
| 1989                           | Consuming Impulse - Data: 25 grudnia 1989 - Wydawca: Roadrunner Records         | —  |
| 1991                           | Testimony of the Ancients - Data: 6 września 1991 - Wydawca: Roadrunner Records | —  |
| 1993                           | Spheres - Data: 3 maja 1993 - Wydawca: Roadrunner Records                       | 49 |
| 2009                           | Resurrection Macabre - Data: 13 marca 2009 - Wydawca: Mascot Records            | —  |
| 2011                           | Doctrine - Data: 24 kwietnia 2011 - Wydawca: Mascot Records                     | —  |
| 2013                           | Obsideo - Data: 11 listopada 2013 - Wydawca: Candlelight Records                | —  |
| "—" pozycja nie była notowana. |                                                                                 |    |

| Rok  | Tytuł                                                                              |
| ---- | ---------------------------------------------------------------------------------- |
| 2006 | Chronicles of the Scourge - Data: 1 sierpnia 2006 - Wydawca: Metal War Productions |
| 2015 | Presence of the Past - Data: 10 grudnia 2015 - Wydawca: Metal War Productions      |

| Rok  | Tytuł                                                                   |
| ---- | ----------------------------------------------------------------------- |
| 1994 | Mind Reflections - Data: 1994 - Wydawca: Roadrunner Records             |
| 2016 | Reflections of the Mind - Data: 16 września 2016 - Wydawca: Vic Records |

| Rok  | Tytuł                                              |
| ---- | -------------------------------------------------- |
| 1987 | Dysentery - Data: 1987 - Wydawca: wydanie własne   |
| 1987 | The Penance - Data: 1987 - Wydawca: wydanie własne |

## Nagrody i wyróżnienia
| Rok  | Kategoria                                         | Nagroda                 | Uwagi     |
| ---- | ------------------------------------------------- | ----------------------- | --------- |
| 2010 | The Best Death Metal Album (Resurrection Macabre) | Metal Storm Awards 2009 | 9 miejsce |